# Graham Taylor
Graham Taylor (Worksop, Nottinghamshire, 15 de septiembre de 1944-Kings Langley, Hertfordshire, 12 de enero de 2017) fue un entrenador de fútbol británico. Fue entrenador de Inglaterra desde 1990 hasta 1993. También fue futbolista entre 1967 y 1972, año en el que se retiró debido a una lesión.

## Trayectoria como entrenador

### Inicios
Graham Taylor asumió como entrenador nacional inglés en 1990, seis días después de aquel Campeonato Mundial realizado en Italia, siendo el sucesor de Bobby Robson. Graham Taylor había sido fuertemente criticado personalmente y profesionalmente durante su tenencia como entrenador. Durante sus primeros tiempos como entrenador, Inglaterra había perdido un partido amistoso frente a Alemania 1-0 en el Estadio de Wembley, en septiembre de 1991. Cabe destacar que Graham Taylor tenía varias dificultades y problemas durante su carrera. Durante las eliminatorias para la Eurocopa 1992, quedó encuadrado en el grupo con Irlanda, Polonia y Turquía, consiguiendo la clasificación para dicho torneo. Graham Taylor participó en la Eurocopa 1992, quedando incluido en el grupo con Suecia, Dinamarca y Francia. Tras una derrota por 2-1 ante Suecia, fue llamado "Turnip", lo que significa "Turnip Head" (cabeza de nabo). Más luego, ciertos medios como el diario The Sun publicaron el título con la siguiente frase: "Swedes 2 Turnips 1", cuando el combinado inglés fue eliminado en primera ronda tras la derrota. Después de la Eurocopa 1992, Inglaterra perdió por 1-0 ante España en un partido amistoso, y luego de unos días, el diario The Sun representó a Graham Taylor como un "Spanish onion" (cebolla española), y de esta forma, fue publicado ese título. También participó en la Copa USA de 1993, y después de una derrota por 2-0 ante Estados Unidos, así fue el siguiente título publicado por el diario The Sun y otros medios: "Yanks 2 Planks 0".

### Clasificación para el Mundial de 1994
También participó en la Clasificación para la Copa Mundial de Fútbol de 1994, en donde Inglaterra fue incluido con Noruega, Países Bajos, Polonia, Turquía y San Marino, el Grupo 2. Comenzando la clasificación, en su primer partido, Inglaterra mantuvo un extraño empate ante Noruega 1-1. Tras ese empate, obtuvo tres victorias consecutivas ante Turquía y San Marino, respectivamente, hasta que volvieron a empatar 2-2 con Países Bajos. Durante aquellas eliminatorias, Graham Taylor dijo las siguientes frases: "Do I not like that" (no puede gustarme eso) y "Can we not knock it" (no podemos golpearlo), cuando Inglaterra concedió un gol a Polonia, el partido había terminado en un empate 1-1. También se han publicado otros títulos como "Norse Manure" y "Oslo Rans", después de la derrota ante Noruega 2-0, durante aquellas eliminatorias. Inglaterra le ganaría a Polonia 3-0 manteniendo su ventaja para clasificarse al Mundial. Sin embargo, esta ventaja no fue permanente, porque el fallo comenzó el día 13 de octubre de 1993, partido en el que los ingleses fueron derrotados por los neerlandeses. Mientras que Ronald Koeman le había cometido una falta a David Platt, Inglaterra sufrió otra derrota 2-0 frente a su archirrival Países Bajos. Tras aquella derrota, Inglaterra prácticamente no tenía ninguna posibilidad de clasificarse para el Mundial. Para eso, Inglaterra tenía que ganarle a San Marino por más de siete goles y rezar por la derrota de Holanda frente a Polonia. Sorprendentemente, Inglaterra concedió un gol a San Marino (el gol más rápido en la historia de la Clasificación Mundialista), anotado por Davide Gualtieri, pero más tarde, Inglaterra terminó ganando aquel partido por 7-1, en el último día de clasificación. Pese a esa victoria, los puntos no fueron nada suficientes, ya que Países Bajos había vencido a Polonia. Los ingleses esperaban que Países Bajos perdiera frente a Polonia, pero pasó todo lo contrario, ya que estos ganaron su último partido; y con solo un empate, el combinado neerlandés podía eliminar al combinado inglés. Finalmente, después del estrepitoso fallo de clasificación para el Mundial de 1994, Graham Taylor renunció el día 23 de noviembre de 1993, seis días después de aquella infructuosa campaña de clasificación. Terry Venables fue contratado en su lugar. Durante sus últimos años fue miembro oficial de la Orden del Imperio Británico.

## Curiosidades
Más tarde, se hizo un programa llamado Do I Not Like That, también conocido como An Impossible Job (un trabajo imposible), es un documental que trata acerca de Graham Taylor y su selección nacional (Inglaterra) durante la Clasificación para la Copa Mundial de Fútbol de 1994. Cabe mencionar que Graham Taylor se enfrentó a muchas más críticas cuando dicho documental, que filmó el fallido proceso de clasificación, se lanzó en 1994.